# Schluein
Schluein (do 1983 Schleuis) – miejscowość i gmina w Szwajcarii, w kantonie Gryzonia, w regionie Surselva. Pod względem powierzchni jest najmniejszą gminą w regionie.

## Demografia
W Schluein mieszka 611 osób. W 2020 roku 20,8% populacji gminy stanowiły osoby urodzone poza Szwajcarią. 

## Transport
Przez teren gminy przebiega droga główna nr 19. 